# The Rise and Fall of Legs Diamond
The Rise and Fall of Legs Diamond is een Amerikaanse misdaadfilm uit 1960 onder regie van Budd Boetticher. In Nederland werd de film destijds uitgebracht onder de titel De schrik der onderwereld.

## Verhaal
De gauwdief Legs Diamond verhuist in de jaren 20 naar New York met zijn ziekelijke broer Eddie. Na een verblijf in de gevangenis wordt hij als lijfwacht in dienst genomen door de maffiabaas Arnold Rothstein. Hij bedenkt een plan om zijn plaats in te nemen door zijn illegale zaakjes in te pikken.

## Rolverdeling
| Acteur          | Personage             |
| --------------- | --------------------- |
| Ray Danton      | Legs Diamond          |
| Karen Steele    | Alice Scott           |
| Elaine Stewart  | Monica Drake          |
| Jesse White     | Leo Bremer            |
| Simon Oakland   | Inspecteur Moody      |
| Robert Lowery   | Arnold Rothstein      |
| Judson Pratt    | Fats Walsh            |
| Warren Oates    | Eddie Diamond         |
| Frank DeKova    | Voorzitter            |
| Gordon Jones    | Brigadier Joe Cassidy |
| Joseph Ruskin   | Matt Moran            |
| Dyan Cannon     | Dixie                 |
| Richard Gardner | Vince Coll            |